# Jun Kubota

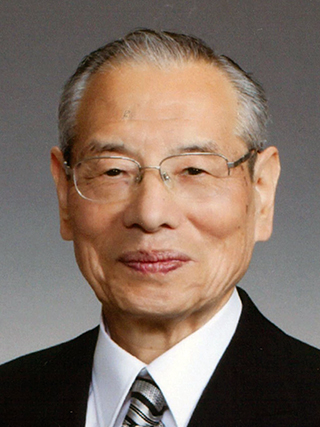
Jun Kubota

Jun Kubota (japanisch 久保田 淳, Kubota Jun; geb. 13. Juni 1933 in Tōkyō) ist ein japanischer Literaturwissenschaftler mit dem Schwerpunkt Mittelalter.

## Leben und Werk
Jun Kubota machte 1956 seinen Studienabschluss im Fach Japanische Literaturwissenschaft an der Universität Tōkyō. Nach Abbruch seiner Doktorarbeit übernahm er 1961 eine Stelle als wissenschaftlicher Mitarbeiter an seiner Alma Mater. 1966 wurde er Assistenzprofessor an „Shirayuri Universität“ (白百合女子大学) in Chōfu, Präfektur Tōkyō. 1970 konnte er eine Stelle als Assistenzprofessor an seiner Alma Mater übernehmen. Mit einer Arbeit über Gedichtsammlung Shinkokin-wakashū aus dem Jahr 1205 wurde er 1979 zum Doktor promoviert. 1984 wurde er Professor. Nach seinem Ausscheiden an der Universität Tōkyō als „Meiyo Kyōju“ übernahm er bis 2004 eine Professur an der Shirayuri Universität. 2005 wurde er Mitglied der Akademie der Wissenschaften.
Neben der Literatur befasste sich Kubota auch mit der Geschichte der Präfektur Wakayama. 2013 wurde Kubota als Person mit besonderen kulturellen Verdiensten geehrt und 2020 mit dem Kulturorden ausgezeichnet.
Zu Kubotas Weken gehören „Ausführliche Kommentierung des Shinkokin-wakashū“ (新古今和歌集全評釈, Shinkokin wakashū zen-hyōshaku) und „Fujiwara no Sadaie und seine Zeit“ (藤原定家とその時代, Fujiwara no Sadaie to sono jidai).